# یادگاری (آلبوم)
یادگاری نام آلبوم موسیقی اثر سیاوش قمیشی است که در سال ۱۳۸۹ منتشر شد، شامل ۱۰ قطعه است و آهنگسازی تمام قطعات برعهدهٔ سیاوش قمیشی بوده‌است.

## فهرست ترانه‌ها
| شماره | نام             | سراینده        | مدت  |
| ----- | --------------- | -------------- | ---- |
| ۱.    | «یادگاری»       | کوروش سمیعی    | ۴:۲۹ |
| ۲.    | «بی‌تو»          | شایان جعفرزاده | ۳:۱۵ |
| ۳.    | «بی‌خیال»        | صفا لطفی       | ۳:۳۸ |
| ۴.    | «فرشته»         | شبنم حکیم‌هاشمی | ۳:۲۵ |
| ۵.    | «خیلی ممنون»    | محسن شیرالی    | ۳:۵۳ |
| ۶.    | «الکی»          | افشین مقدم     | ۲:۵۶ |
| ۷.    | «بن‌بست»         | زینب علاقه     | ۳:۲۹ |
| ۸.    | «بی‌تو (ریمیکس)» | شایان جعفرزاده | ۳:۴۳ |
| ۹.    | «کلافه»         | ساحارا منادی   | ۳:۴۰ |
| ۱۰.   | «هدیه (ریمیکس)» | مسعود هوشمند   | ۴:۳۰ |

## عوامل
تنظیم‌کنندگان این آلبوم عبارت‌اند از: فرد میرزا، خشایار احمدیه، نیما وارسته، مسعود فولادی و الیاس شیرزاد.
ترانه‌سرایان این آلبوم عبارت‌اند از: کوروش سمیعی، شایان جعفرنژاد، صفا لطفی، شبنم حکیم‌هاشمی، محسن شیرالی، افشین مقدم، زینب علاقه، ساحارا منادی، مسعود هوشمند